# Leptodactylus luctator
La rana criolla (Leptodactylus luctator) es una especie de anfibio anuro del género Leptodactylus, adscrito a la familia de los leptodáctilos. Habita en ambientes acuáticos en regiones templadas y cálidas del centro, centro-este y centro-sur de Sudamérica.

## Taxonomía
Descripción original
Esta especie fue descrita originalmente en el año 1892 por el naturalista y escritor argentino Guillermo Enrique Hudson, con el nombre científico de Rana luctator.
Localidad tipo
La localidad tipo original estimada es: “cercanías de la ciudad de Buenos Aires”. La localidad del neotipo es: “Villa Elvira, en las coordenadas: 34°58′36″S 57°52′10″O / -34.97667, -57.86944, a una altitud de 14 msnm, partido de La Plata, provincia de Buenos Aires, Argentina”.
Holotipo
El ejemplar que serviría como tipo logró escaparse empujando hacia arriba la cubierta de vidrio de su cubil, sin embargo fue dibujado por J. Smid con sus características principales.
Se designó un ejemplar neotipo, es el catalogado como: LGE 22146; se trata de un macho adulto recolectado por Diego Andrés Barrasso en marzo de 2019. Se encuentra depositado en la colección herpetológica del Laboratorio de Genética Evolutiva (LGE) del Instituto de Biología Subtropical (CONICET-UNaM), situado en la ciudad de Posadas, provincia de Misiones, Argentina.
Etimología
Etimológicamente, el término genérico Leptodactylus se construye con la palabra en latín leptos que significa ‘delgado’, ‘delicado’, y la palabra en idioma griego daktylos (δάκτυλος, que es ‘dedo’. El epíteto específico luctator viene del latín, en donde significa ‘atleta luchador’, en alusión a la poderosa musculatura que exhibe el macho adulto en la parte anterior de su cuerpo y en especial en los miembros anteriores. En el momento en ser descubierta la especie, el ejemplar tipo al propio Hudson le tomó dos de sus dedos con sus patas delanteras, administrándole un abrazo tan violento que le provocó al naturalista una aguda sensación de dolor, según reza en su descripción.

### Historia taxonómica
Si bien el nombre de fue reconocido en algunas ocasiones durante el siglo XX, en ese lapso las poblaciones pertenecientes a este taxón fueron conocidas bajo el nombre de Leptodactylus ocellatus; ya en el siglo XXI pasaron a ubicarse dentro de lo que se pensaba que incluía la especie L. latrans.
En el año 2020, Felipe de M. Magalhães y colaboradores publicaron una revisión integral del grupo de especies Leptodactylus latrans, en la cual estos investigadores proporcionaron una evaluación del estado taxonómico y los límites de sus especies. Se basaron en un muestreo geográfico a gran escala, aplicando a los materiales análisis de ADN multilocus (728 secuencias mitocondriales de 429 localidades de toda la distribución geográfica del grupo), apoyados por información acústica y descripción morfológica. Como resultado, se recuperó 4 principales linajes evolutivos mitocondriales, uno de ellos —el que alcanzaba una distribución más austral— no pertenecía al mismo linaje que se vinculaba a la región de la localidad tipo de L. latrans, por lo cual, procedieron a revalidar a Rana luctator, ubicándola en el género Leptodactylus, es decir: Leptodactylus luctator.

## Distribución geográfica y hábitats

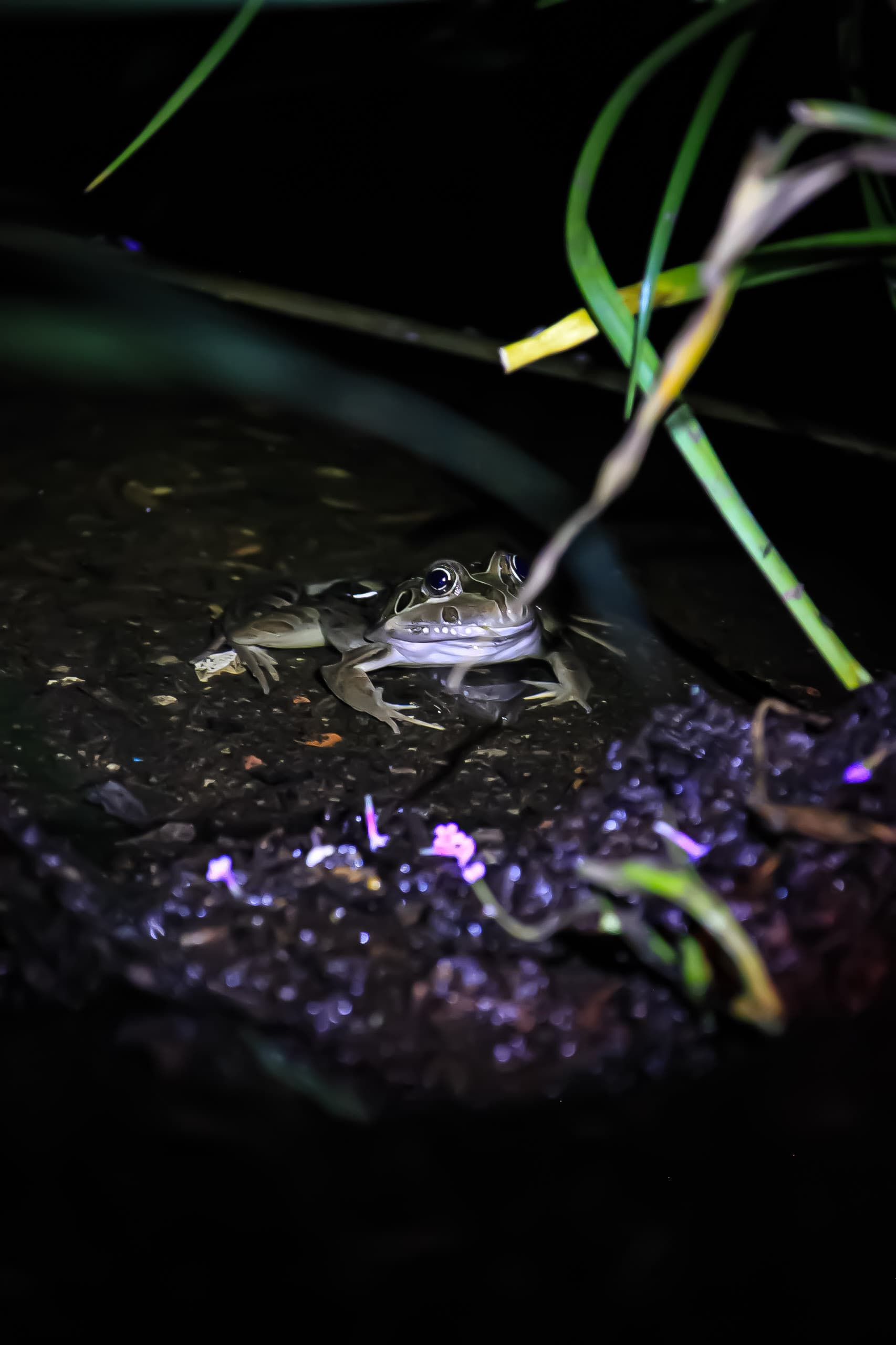
Rana criolla ,Leptodactylus luctator, en el estanque de la Reserva Natural Urbana El Corredor de San Miguel, Bs.As. el día 19.10.2024 a las 20.00 h

Esta especie se distribuye ampliamente en el centro de Sudamérica, desde el área del Pantanal, por el centro, sudeste y sur de Brasil (en todos los estados, desde Bahía y Minas Gerais hacia el sur), el extremo oriental de Bolivia, Paraguay, Uruguay y el nordeste y centro de la Argentina, hasta el extremo nordeste de la región patagónica perteneciente a dicho país, alcanzando allí la distribución más austral del género Leptodactylus. En tan amplia geonemia habita en muy variados ambientes acuáticos, desde el nivel del mar hasta más de 1000 m s. n. m., y desde humedales ubicados en sabanas y pantanos tropicales, bordes de selvas continuas, desiertos templado-cálidos y estepas templadas, hasta márgenes de ríos de aguas templado-frías. Puede vivir también en ambientes urbanos de baja edificación, con jardines y que aún mantengan zanjas pluviales.

## Características

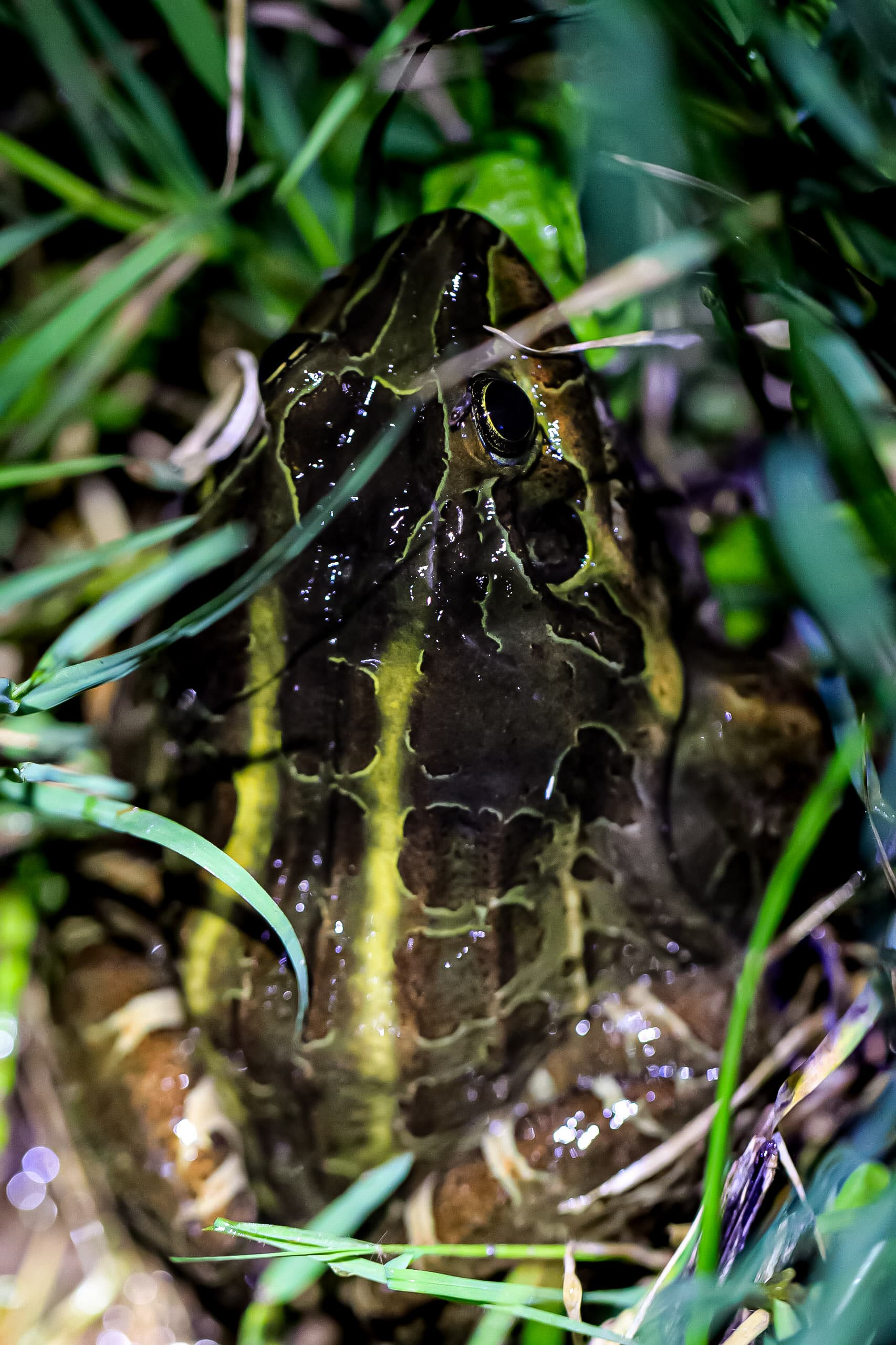
Rana criolla (Leptodactylus luctator), encontrada el 19 de octubre. en la Reserva Natural Urbana El Corredor de San Miguel, Bs.As. el día 19.10.2024 a las 21:30

Es un anfibio grande, con una longitud que puede superar los 10 cm entre hocico y cloaca. Posee miembros posteriores desarrollados, especializados para la natación y el salto. Su coloración es polimórfica, predominando los individuos con fondo en tonos amarillentos, grisáceos, verdosos o parduscos, en gamas claras, medias u oscuras. Sobre ese patrón se disponen una serie de bandas longitudinales claras más o menos delineadas y manchas redondeadas o amorfas de color oscuro (las que pueden estar unidas entre sí formando seudobandas), generalmente con una mancha en el área interocular. Ventralmente es blancuzco a gris-pálido, excepto en la parte anterior de los muslos y en los lados del cuerpo donde muestra un fondo amarillento donde se disponen figuras oscuras más o menos nítidas y de extensión variable. El macho presenta en la parte ventral de la cabeza (y desde el hocico) una tonalidad oscura.

## Costumbres
Es una especie dependiente del medio acuático, por lo menos en forma temporal. En las regiones frías hiberna en los meses de menores temperaturas.
Reproducción
Se reproduce en la temporada cálida. El macho es fácilmente reconocible por presentar un inusual volumen muscular en los miembros anteriores y por la presencia de dos espinas en el pulgar. Al batir una secreción producida por la hembra, generan una masa de espuma, en la cual colocan los huevos (de color negro), permaneciendo vigilante el progenitor en un área central sin espuma. Luego de nacer, los renacuajos nadan en derredor.
Dieta y predadores
Dispone de un amplio abanico de presas, prácticamente todo animal que pueda entrar en su boca puede ser capturado con su lengua y servirle de alimento, en especial anfibios, peces e invertebrados varios (insectos, arácnidos, crustáceos, moluscos, etc.). Los adultos son presas habituales de numerosas especies de mamíferos, aves rapaces y acuáticas, reptiles, peces (como las tarariras), etc.

## Importancia económica y cultural
Al convivir cercanamente con los humanos, la hace ser una de las especies de anfibios más conocidas. Durante buena parte del siglo XX era intensamente capturada para ser comercializada en restaurantes como producto culinario. Esto motivó el desarrollo de una pequeña industria que explotó la especie en criaderos intensivos hasta la década de 1980, cuando fue desplazada totalmente por la rana toro norteamericana, la cual alcanza mayor tamaño, con una tasa de crecimiento y conversión más rentable.

## Conservación
Todavía no ha sido categorizada por la organización internacional dedicada a la conservación de los recursos naturales Unión Internacional para la Conservación de la Naturaleza (IUCN). Al presentar una amplia distribución, ser abundante y vivir en numerosas áreas protegidas, en las categorizaciones nacionales se la considera como una especie bajo “preocupación menor”.